# كيث جاريت
كيث جاريت (بالإنجليزية: Keith Jarrett) (و. 1945  م) هو عازف بيانو، وملحن، وعازف جاز، وعازف ساكسفون، وكاتب أغاني، وموسيقي أمريكي، ولد في ألينتاون، يستخدم آلات بيانو، وساكسفون، وأورغن، وهو عضوٌ في الأكاديمية الأمريكية للفنون والعلوم.

## التعليم
تعلم في كلية باركلي للموسيقى.

## جوائز
حصل على جوائز منها:
- جائزة ليوني سونينج للموسيقى [الإنجليزية]‏ (2004)
- زمالة غوغنهايم.

## وصلات خارجية
- كيث جاريت على موقع IMDb (الإنجليزية)
- كيث جاريت على موقع الموسوعة البريطانية (الإنجليزية)
- كيث جاريت على موقع مونزينجر (الألمانية)
- كيث جاريت على موقع ألو سيني (الفرنسية)
- كيث جاريت على موقع ميوزك برينز (الإنجليزية)
- كيث جاريت على موقع أول موفي (الإنجليزية)
- كيث جاريت على موقع قاعدة بيانات الأفلام السويدية (السويدية)
- كيث جاريت على موقع إن إن دي بي (الإنجليزية)
- كيث جاريت على موقع أول ميوزيك (الإنجليزية)
- كيث جاريت على موقع ديسكوغز (الإنجليزية)